# Uliana Perebinósova
Uliana Serguéyevna Perebinósova –en ruso, Ульяна Сергеевна Перебиносова– (4 de mayo de 2001) es una deportista rusa que compite en gimnasia artística. Ganó una medalla de oro en el Campeonato Europeo de Gimnasia Artística de 2018, en la prueba por equipos.

## Palmarés internacional
| Campeonato Europeo | Campeonato Europeo    | Campeonato Europeo | Campeonato Europeo   |
| Año                | Lugar                 | Medalla            | Prueba               |
| ------------------ | --------------------- | ------------------ | -------------------- |
| 2018               | Glasgow (Reino Unido) | Medalla de oro     | Concurso por equipos |